# Epidendrum medinae
Epidendrum medinae är en orkidéart som beskrevs av Dodson. Epidendrum medinae ingår i släktet Epidendrum och familjen orkidéer. Inga underarter finns listade i Catalogue of Life.